# Lutz (Florida)
Lutz es un lugar designado por el censo ubicado en el condado de Hillsborough en el estado estadounidense de Florida. En el Censo de 2010 tenía una población de 19.344 habitantes y una densidad poblacional de 275,52 personas por km².

## Geografía
Lutz se encuentra ubicado en las coordenadas 28°8′23″N 82°26′40″O / 28.13972, -82.44444. Según la Oficina del Censo de los Estados Unidos, Lutz tiene una superficie total de 70.21 km², de la cual 63.85 km² corresponden a tierra firme y (9.06%) 6.36 km² es agua.

## Demografía
Según el censo de 2010, había 19.344 personas residiendo en Lutz. La densidad de población era de 275,52 hab./km². De los 19.344 habitantes, Lutz estaba compuesto por el 88.77% blancos, el 4.81% eran afroamericanos, el 0.35% eran amerindios, el 2.48% eran asiáticos, el 0.11% eran isleños del Pacífico, el 1.4% eran de otras razas y el 2.08% pertenecían a dos o más razas. Del total de la población el 12.76% eran hispanos o latinos de cualquier raza.